# Anna Maria Gherardi
 Anna Maria Gherardi ou Anna Gherardi, née le 21 mars 1939 à Bologne dans la région de l'Émilie-Romagne et morte le 5 octobre 2014 à Rome dans la région du Latium, est une actrice italienne, principalement active dans les années 1970. Sa carrière d'actrice compte des apparitions au théâtre, au cinéma, ainsi que sur le petit écran. Elle a parfois prêté sa voix pour des doublages.

## Biographie
Native de Bologne, Anna-Maria Gherardi se forme au Théâtre Piccolo à Milan, elle fait ses débuts sur scène en 1960 dans la tragédie Adelchi, aux côtés de Vittorio Gassman. Elle travaille ensuite à Rome dans le cinéma d'avant-garde avec des réalisateurs tels que Luca Ronconi et Maurizio Scaparro.
Outre ses apparitions dans des films comme Beauté volée en 1996 ou à la télévision (série La donna in bianco en 1980), elle prête sa voix comme narratrice pour Al Fatah – Palestine en 1970, ou encore pour Emmanuelle Riva en Gli occhi, la bocca en 1982.

## Filmographie

### Cinéma
- 1965 : La donna del lago de Luigi Bazzoni et Franco Rossellini
- 1968 : Galileo
- 1972 : Le Grand Duel : la fille du Saxon
- 1972 : Uno dei tre de Gianni Serra
- 1974 : L'Invention de Morel (L'invenzione di Morel) d'Emidio Greco
- 1976 : 1900 : Eleanora
- 1977 : L'assassino speranza delle donne
- 1983 : Il petomane de Pasquale Festa Campanile : Misia Edwards
- 1995 : Favola contaminata
- 1996 : Beauté volée : Chiarella Donati
- 2002 : Fortezza Bastiani : Prof. Cantaluppi
- 2003 : Sous le ciel de Sicile (Perdutoamor) de Franco Battiato : Augusta
- 2005 : Il silenzio dell'allodola : mère de Bobby
- 2005 : Vado a messa (court-métrage) : Oliva
- 2007 : Niente è come sembra : Anna

### Télévision
- 1965 : Resurrezione (mini-série télévisée) : La tisica
- 1966 : Lo squarciagola (TV) : l'experte en statistiques
- 1967 : Vita di Cavour (mini-série télévisée) : Teresa
- 1971 : Eneide (série télévisée) : Amata
- 1973 : Il caso Lafarge (mini-série télévisée) : Anna Brun (4 épisodes)
- 1974 : Philo Vance (mini-série télévisée) : Sibilla Greene (épisodes La fine dei Greene part 1 et 2)
- 1975 : La braca dei Biassoli (TV)
- 1977 : Un delitto perbene (mini-série télévisée)
- 1978 : L'uomo difficile (TV) : la comtesse Crescence Freudenberg
- 1978 : Maternale (TV)
- 1978 : Le mani sporche (série télévisée) : Olga (3 épisodes)
- 1979 : La dama dei veleni (mini-série télévisée) : Gaetana Bianchi (3 épisodes)
- 1980 : La donna in bianco (série télévisée) : Marian Halcombe (4 épisodes)
- 1991 : L'ispettore Sarti - Un poliziotto, una città (série télévisée) : épisode Un caffè molto amaro
- 1992 : Una vita in gioco 2 (TV)
- 2003 : Nessuno al suo posto (TV) : comtesse Alessandra Biorci